# Leptocera stenodiscoidalis
Leptocera stenodiscoidalis är en tvåvingeart som beskrevs av Papp 1991. Leptocera stenodiscoidalis ingår i släktet Leptocera och familjen hoppflugor.
Artens utbredningsområde är Sri Lanka. Inga underarter finns listade i Catalogue of Life.